# Pinus bungeana
Pinus bungeana (укр. сосна Бунге, англ. Lacebark Pine, кит.: 白皮松) це вид сосни роду сосна родини соснових. Сосна родом з північно-східного і центрального Китаю.
Рослина невибаглива до ґрунтів, посухостійка, світлолюбна і досить теплолюбна, ідеально для масових посадок в південних регіонах, в зоні Середньої смуги рекомендується проводити посадки в захищеному від вітру місці, найкраще з південної сторони; укриття на зиму покривним матеріалом, особливо молодих сосен. Розмножують насінням. Посів проводять восени або навесні після 2-3-місячної стратифікації у вологому субстраті в холодильнику. Використовують в одиночних і групових посадках.

## Опис

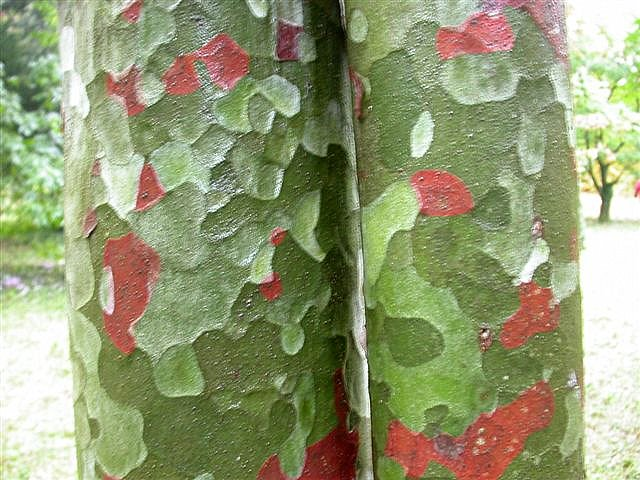
Pinus bungeana

Дерево 24-30 м у висоту (найбільша висота). Кора на молодих дерев гладка, сіра, зі старістю стає крейдяно-біла (плямиста). Молоді пагони гладкі, сірувато-зелені. Бруньки взимку веретеноподібні,  досягають майже 12 мм в довготу, не смолисті, що складаються з червонувато-коричневими лусочками. Хвоїнки зібрані по три в пучку які ледве доживають до трьох-чотирьох років. Насіння коротке, слабенько прикріплене до крил. Це нагадує Pinus gerardiana, від якого він відрізняється меншим конусом і жорсткими листками. Шишки світло-бурі, смолисті, утворюються поодиноко або по 2, розміром 5-6 х 4-5 см, з відігнутими назад колючками у лусочок (щитків).

## Поширення
Країни зростання: Китай (провінції: Ганьсу, Хебей, Хенань, Хубей, Шаньси, Шаньдун, Шаньсі, Сичуань).

### Точніший опис поширення
Китай: на південному Ганьсу, на півдні провінції Хебей, на заході провінції Хенань, Хубей (Бадун Сіань), Шеньсі, зх. Шаньдун, Шаньсі, півночі провінції Сичуань. Дистрибутив заснований на відображення гербарію, в основному в Пекіні, які ми вважаємо були отримані з дерев, що ростуть в дикій природі. Інші джерела згадують широке поширення, але, здається, включають посадили зразків, а також. Цей вид дуже декоративним (кора є привабливою) і був посаджений у фундаменти храму і т.д. протягом багатьох століть..

## Етноботаніка
У Кореї вони використовуються для пиломатеріалів і їх насіння і олію вживають у їжу.